# Arriach (Gemeinde Arriach)
Arriach ist ein Dorf, eine Ortschaft und eine Katastralgemeinde in der gleichnamigen Gemeinde mit 366 Einwohnern (Stand 1. Jänner 2024) im Bezirk Villach-Land in Kärnten, Österreich.

## Geographische Lage
Arriach liegt im Nockgebiet, genaugenommen in den Afritzer Bergen.

## Verkehr
Arriach liegt an der Arriacher Landesstraße. Die Haltestellen Arriach Schmiedwirt, ~Lagerhaus und ~Postamt werden von der Linie 5152 angefahren.